# Prisión de La Force

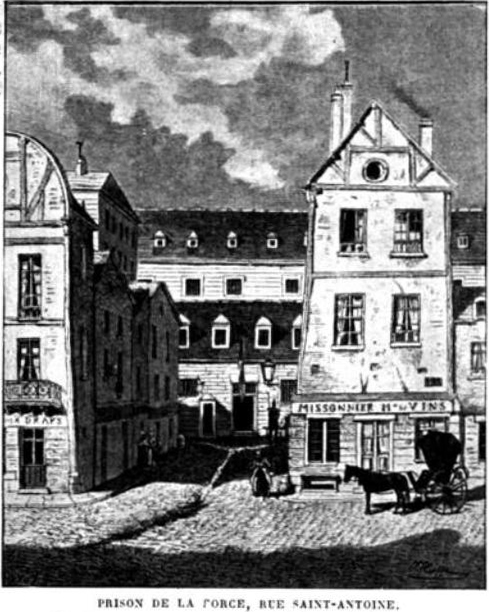
Prisión de La Force

La prisión de La Force fue una mansión señorial construida a partir de 1533, transformada en cárcel de París entre 1780 y 1845. Se encontraba en la primitiva rue du Roi de Sicile, en el IV distrito de París. 
Construida sobre las ruinas de un antiguo palacio, fue residencia particular de Jacques-Nompar de Caumont, duque de la Force, de donde tomó el nombre. 
Una nueva prisión para prostitutas fue construida al mismo tiempo y fue llamada La Petite Force. En 1830, las dos fueron unidas y colocadas bajo una única dirección. Al mismo tiempo fue convertida en prisión masculina para penados a la espera de juicio. Los prisioneros fueron divididos en dos clases; Los reincidentes en un ala y los más jóvenes en otra.
Los prisioneros dormían en unas grandes salas bien ventiladas y los más jóvenes en una especie de apartamentos con una cama cada uno. Los prisioneros tenía el privilegio de poder trabajar, aunque no estaban obligado a ello, teniendo en cuenta que muchos de ellos se encontraban en prisión preventiva a la espera de juicio. 
Había una ala- hospital, una sala de baño, un locutorio y una habitación donde los presos podían reunirse con sus abogados. El número de presos era muy grande: Unos 10000 pasaban habitualmente a lo largo del año.
Asaltada por la multitud durante la Revolución Francesa, la princesa de Lamballe fue linchada en el patio de la prisión. La cárcel fue finalmente demolida en 1845 por insalubre, sobreviviendo un paño del muro, que se encuentra adyacente a la Bibliothèque historique de la ville de Paris.
Algunos detenidos famosos: 
- Claude Ledoux,
- Constantin-François Chassebœuf,
- Jean Sylvain Bailly,
- Pierre Choderlos de Laclos,
- Victor Claude Alexandre Fanneau de Lahorie,
- Pierre Victurnien Vergniaud y otros 12 diputados Girondinos,
- Claude Fournier,
- Pierre-Jean de Béranger,
- Charles Darnay, (Personaje ficticio de la obra de Charles Dickens, "Historia de dos ciudades"),
- Francisco de Miranda
- Lucien de Rubempré, (Personaje ficticio de la obra de Honoré de Balzac, "Illusions perdues"),
- Benedetto, (Personaje ficticio de la obra de Alejandro Dumas, "El conde de Montecristo").
- Thenardier, (Personaje ficticio de la obra de Victor Hugo, "Los Miserables").

- Datos: Q3142856
- Multimedia: Prison de La Force / Q3142856